# Leroy Houston
Leroy Donald Houston (Levin, 10 novembre 1986) è un rugbista a 15 neozelandese naturalizzato australiano, internazionale per l'Australia, che gioca come terza linea centro nel Rugby Club Bassin d'Arcachon.

## Biografia
Houston nacque in Nuova Zelanda e si trasferì con la famiglia in Australia all'età di tredici anni.
Firmò il suo primo contratto professionistico con i Waratahs e fu aggregato alla squadra per disputare il Super 14 2006 senza però mai scendere in campo. Nel 2007 passò ai Reds con i quali debuttò nel Super Rugby durante la stagione 2008. In seguito alla vittoria del Super Rugby 2011 e dopo quattro stagioni passate nella franchigia australiana, si trasferì in Francia nel Union Bordeaux Bègles militante in Top14. Dopo solo un anno passato nella squadra girondina, Houston scese di categoria e passò all'Union sportive Colomiers rugby. La stagione successiva firmò un contratto con il Bath Rugby squadra di English Premiership nella quale militò tre stagioni. Nel maggio del 2016 ritornò nei Reds firmando un contratto biennale e disputò il Super Rugby 2016, al termine del quale si legò nuovamente al Bath con un contratto a breve termine. 
Al termine del Super Rugby 2017, scaduto il suo biennale con i Reds, fece ritorno nel Bordeaux-Bègles in Top 14. Nella squadra girondina trascorse due stagioni, al termine delle quali decise di trasferirsi al Biarritz allora militante in Pro D2. Dopo una sola annata nel club basco, si spostò al Rugby Club Bassin d'Arcachon, formazione del comune di La Teste-de-Buch allora partecipante alla Fédérale 1.
A livello internazionale Houston fu chiamato per la prima volta nell'Australia nel 2005 dall'allora commissario tecnico Eddie Jones per partecipare al tour britannico dei Wallabies, durante il quale disputò una sola partita, non valida come presenza internazionale, contro i Barbarian francesi. Il suo debutto ufficiale con la nazionale australiana avvenne durante l'ultima partita del The Rugby Championship 2016 contro l'Argentina.

## Palmarès
- Super Rugby: 1
Reds: 2011